# Trycherus convexus
Trycherus convexus es una especie de coleóptero de la familia Endomychidae.

## Distribución geográfica
Habita en Haute Sangha (República Centroafricana).